# 스파이로: 용의 해
《스파이로: 용의 해》는 인섬니악 게임스가 개발하고 소니 컴퓨터 엔터테인먼트가 배급한 2000년 플랫폼 게임이다. 《스파이로》 시리즈 세 번째 게임이다. 플레이스테이션 플랫폼으로 개발돼 북미 지역에서 2000년 10월 10일 처음 출시됐다.
주인공 스파이로가 용의 알을 훔쳐간 악당들을 쫓아 다다른 '잊힌 세계'에서 겪은 모험을 그렸다. 적들을 물리치고 보조임무를 수행해 스테이지를 돌파하는 것이 목표이나, 스파이로 이외에 각각 고유의 게임 진행방식을 갖춘 타 플레이어 캐릭터들을 번갈아가며 플레이하는 것이 특징이다.
《용의 해》는 플레이스테이션으로 발매된 마지막 게임이자 인솜니악이 《라쳇 & 클랭크》를 제작하기 이전 마지막으로 개발한 《스파이로》 게임이었다. 출시 당시 《용의 해》는 긍정적인 평가를 받았다. 2018년, 그래픽과 게임플레이가 강화된 리마스터판 《스파이로 리이그나이티드 트릴로지》에 수록됐다.

## 반응
《스파이로: 용의 해》는 리뷰 애그리게이터 웹사이트 메타크리틱에서 "전폭적인 호평"을 기록했다.

## 참조

### 주해
1. ↑  영어: Spyro: Year of the Dragon
2. ↑  Three critics of Electronic Gaming Monthly gave the game each a score of 9/10, 7.5/10, and 8/10.